# Instytut Ochrony Zdrowia i Konsumenta
Instytut Ochrony Zdrowia i Konsumenta (ang. Institute for Health and Consumer Protection) –  jeden z instytutów Wspólnotowego Centrum Badawczego Komisji Europejskiej, którego celem jest dostarczanie naukowego i technicznego wsparcia dotyczącego standardów środowiska życia, pracy i ochrony zdrowia. Instytut mieści się we Włoszech w miejscowości Ispra.